# Point de suture (album)
Pour les articles homonymes, voir Suture.
Albums de Mylène Farmer
Avant que l'ombre... À Bercy
(2006) Nº 5 on Tour
(2009)
Singles
1. Dégénération
Sortie : 19 juin 2008
2. Appelle mon numéro
Sortie : 12 septembre 2008
3. Si j'avais au moins...
Sortie : 15 décembre 2008
4. C'est dans l'air
Sortie : 27 mars 2009
5. Sextonik
Sortie : 7 juillet 2009

Point de suture est le 7e album studio de Mylène Farmer, paru chez Polydor le 20 août 2008 en digital et le 25 août 2008 en physique.
Composé d'onze titres (dont un caché), ce disque, entièrement écrit par Mylène Farmer et composé par Laurent Boutonnat, est majoritairement constitué de musiques electropop et de titres rythmés. 
Un partenariat fut établi avec SFR et Sony Ericsson, permettant de créer un téléphone portable Point de Suture, dans lequel était intégré l’album.
Élu « Meilleur album de l'année » aux NRJ Music Awards, l'album s'écoule à plus de 700 000 exemplaires, recevant un triple disque de platine en France, un double disque de platine en Russie, un disque de platine en Belgique et un disque d'or en Suisse.
Les cinq extraits, Dégénération, Appelle mon numéro, Si j'avais au moins..., C'est dans l'air et Sextonik, se classent tous no 1 du Top 50, permettant à Mylène Farmer de battre son propre record et d'être la seule artiste ayant classé tous les singles d’un même album à la première place du Top.

## Histoire

### Genèse
Trois ans après l'album Avant que l'ombre..., pour lequel elle s'était produit à Bercy durant 13 soirs pour un spectacle intransportable en janvier 2006, Mylène Farmer annonce son retour au printemps 2008 avec la sortie prochaine d'un album et d'une tournée qui la mènera notamment au Stade de France le 12 septembre 2009.

Lors de la mise en vente de ces places, l'affluence est telle qu'elle fait saturer tous les sites de réservation : l'intégralité des places est vendue en deux heures.
Une deuxième date est alors ajoutée, qui affichera complet en une heure.
L'album, qu'elle souhaite plus électro et plus rythmé que le précédent, est composé, comme toujours, avec Laurent Boutonnat.

Concernant son titre, Point de Suture, Mylène Farmer déclarera : « Dans le livret de cet album, il y a une réplique d'Al Pacino qui incarne Carlito dans le film L'Impasse. Avant de mourir, en voix off, il dit : "Tous les point de suture du monde ne pourront me recoudre". C'est aussi ce que je ressens. [...] J'ai pour ma part choisi l'ambiguïté. Point de suture, ici au singulier, évoque aussi bien qu'il n'y a aucune possibilité de suturer les plaies que l'espoir de guérison ».

### Sortie
Porté par le single électro Dégénération, qui provoque la stupeur entre sa structure et ses paroles répétitives, l'album Point de Suture sort le 20 août 2008 en digital et le 25 août 2008 en physique. Classé directement no 1 du Top Albums, il s'écoule à plus de 110 000 exemplaires en France en une semaine et est certifié disque de platine en Russie en une seule journée.
Un partenariat est établi avec SFR et Sony Ericsson : 250 000 téléphones sont vendus en intégrant l'album. Une version inédite du Sony Ericsson w980 sera également créée spécialement aux couleurs de l'album.
Élu « Meilleur album de l'année » aux NRJ Music Awards, l'album s'écoule à plus de 700 000 exemplaires, recevant un triple disque de platine en France, un double disque de platine en Russie, un disque de platine en Belgique et un disque d'or en Suisse. Les cinq extraits, Dégénération, Appelle mon numéro, Si j'avais au moins..., C'est dans l'air et Sextonik, se classent tous no 1 du Top 50, permettant à Mylène Farmer de battre son propre record et d'être la seule artiste ayant classé tous les singles d’un même album à la première place du top.
La tournée soutenant cet album réunit plus de 600 000 spectateurs et se déroule en deux temps : au printemps 2009 dans les plus grandes salles en France et en Russie, et en septembre 2009 dans des stades (dont deux soirs au stade de France).

## Pochette
Signée par Atsushi Tani, la pochette présente la photo d'une poupée rousse, couverte de cicatrices et entourée d'instruments chirurgicaux.
La chanteuse déclarera : « Ces photos sont nées de la découverte de l’univers unique, vraiment incroyable, d’un photographe japonais. Si c’est osé ou décalé, c’est en tout cas un univers qui ne laisse pas indifférent ». 

## Liste des titres
| 1.  | Dégénération                           | Mylène Farmer | Laurent Boutonnat | 5:25 |
| 2.  | Appelle mon numéro                     | Mylène Farmer | Laurent Boutonnat | 5:32 |
| 3.  | Je m'ennuie                            | Mylène Farmer | Laurent Boutonnat | 4:22 |
| 4.  | Paradis inanimé                        | Mylène Farmer | Laurent Boutonnat | 4:25 |
| 5.  | Looking for My Name (en duo avec Moby) | Mylène Farmer | Laurent Boutonnat | 4:19 |
| 6.  | Point de suture                        | Mylène Farmer | Laurent Boutonnat | 4:49 |
| 7.  | Réveiller le monde                     | Mylène Farmer | Laurent Boutonnat | 4:15 |
| 8.  | Sextonik                               | Mylène Farmer | Laurent Boutonnat | 4:38 |
| 9.  | C'est dans l'air                       | Mylène Farmer | Laurent Boutonnat | 4:33 |
| 10. | Si j'avais au moins...                 | Mylène Farmer | Laurent Boutonnat | 5:31 |

| 11. | Ave Maria (titre caché) |  | Franz Schubert | 4:58 |

| 12. | Dégénération (Vidéo-clip) | Mylène Farmer | Laurent Boutonnat | 4:38 |

Le 28 mai 2021, l'album est réédité en double CD, le deuxième disque proposant les versions instrumentales de chaque titre.

## Description des chansons
L'album est entièrement écrit par Mylène Farmer et composé par Laurent Boutonnat.
Souhaitant un album rythmé, ils s'éloignent de la musique de variétés afin de signer un album plus electropop.
Si les sons électroniques sont majoritaires (Dégénération, Je m'ennuie, Réveiller le Monde, Sextonik, C'est dans l'air), des titres pop (Appelle mon numéro), rock (Paradis inanimé) et des ballades plus traditionnelles (Point de suture, Si j'avais au moins...) complètent le disque.
Les textes comportent toujours des références littéraires (Baudelaire, Chateaubriand, Flaubert, Emily Dickinson, Sylvia Plath…) mais celles-ci sont beaucoup moins présentes que dans les précédents disques.
La chanteuse continue d'évoquer ses thèmes fétiches comme l'amour et la mort (Looking for My Name, Si j'avais au moins..., Point de suture, Paradis inanimé) ou encore le sexe (Appelle mon numéro, Sextonik), mais elle appelle également à une forme de soulèvement (Dégénération, Réveiller le Monde, C'est dans l'air).
La religion, quant à elle, n'est présente qu'au travers de la reprise de l'Ave Maria.

### Dégénération

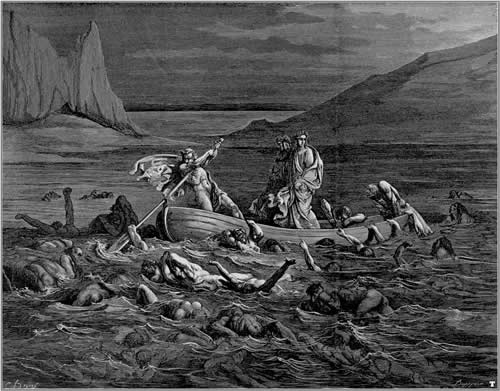
Le Styx.

Mylène Farmer ouvre cet album avec ce morceau électro comportant très peu de paroles, sur lequel elle répète plusieurs fois les mots « Sexy coma, Sexy trauma » et joue sur les allitérations (« Coma t'es sexe, t'es Styx, test statique. Coma t'es sexe, t'es Styx, extatique »).
La chanteuse fait ainsi de nouveau référence au Styx, le fleuve des Enfers dans la Mythologie grecque qu'elle avait déjà évoqué dans L'Instant X et mis en images dans le clip À quoi je sers.
Elle reconnaîtra également avoir fait un clin d’œil dans Dégénération à son titre Désenchantée.

### Appelle mon numéro
Sur cette ballade pop, Mylène Farmer écrit un texte érotique à double sens, reprenant notamment le champ lexical de la téléphonie (« Compose ma vie », « Donne-moi le La », « J'humeur à zéro »...).
Elle utilise également plusieurs fois le terme de « pillow », un mot qui signifie « oreiller » en anglais mais qui désigne également un(e) escort dans les hôtels de luxe.

### Je m'ennuie

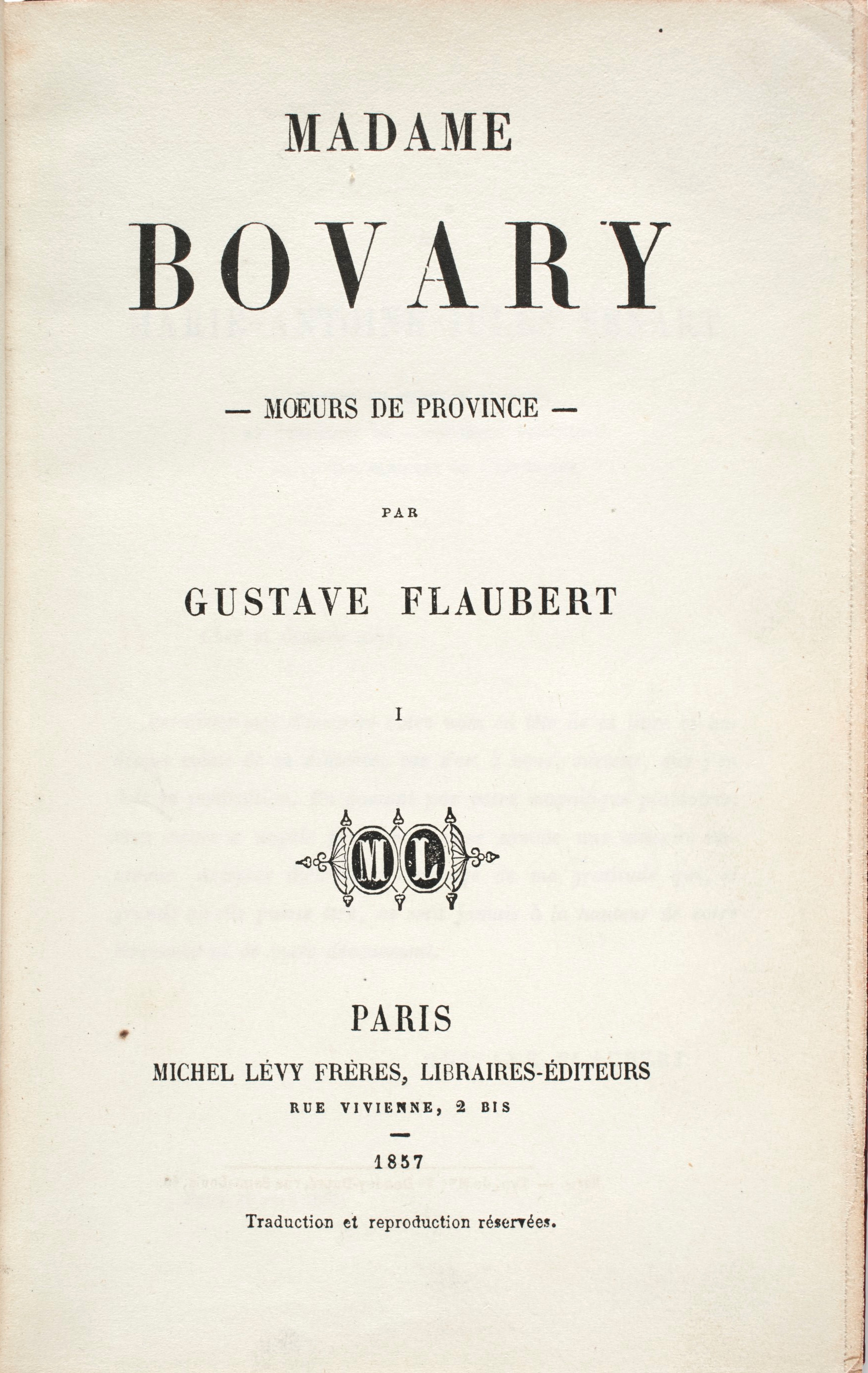
Madame Bovary de Gustave Flaubert.

Sur un rythme électro, Mylène Farmer aborde l'ennui, un thème qu'elle a souvent évoqué, allant même jusqu'à créer un site communautaire de l'ennui, lonelylisa.com, sur lequel chacun a la possibilité de poster ses créations, la chanteuse partageant principalement des dessins.
Plusieurs phrases de la chanson font référence à des écrivains, notamment Charles Baudelaire au travers de son Spleen (« Le spleen c'est l'hymne à l'ennui d'être »), Antoine Houdar de la Motte (« L’ennui naquit un jour gris, d'une uniformité que je sais invincible ») ou encore Schopenhauer (« La vie oscille à l’envi comme un pendule rouillé, me balancer de la tourmente à l’ennui »).
Elle évoque également le roman Madame Bovary de Gustave Flaubert (« De l'ennui à Bovary »), dans lequel une femme entretient des relations adultères et vit au-dessus de ses moyens afin de tromper son ennui, et la finitude (« Vivre en beauté, vivre en blessure sa finitude »), un concept développé notamment par Martin Heidegger et qui sera repris par Jean-Paul Sartre dans L'Être et le Néant, auquel la chanteuse semble également faire référence (« L'ennui d'être [...] Un néant béant »).

### Paradis inanimé

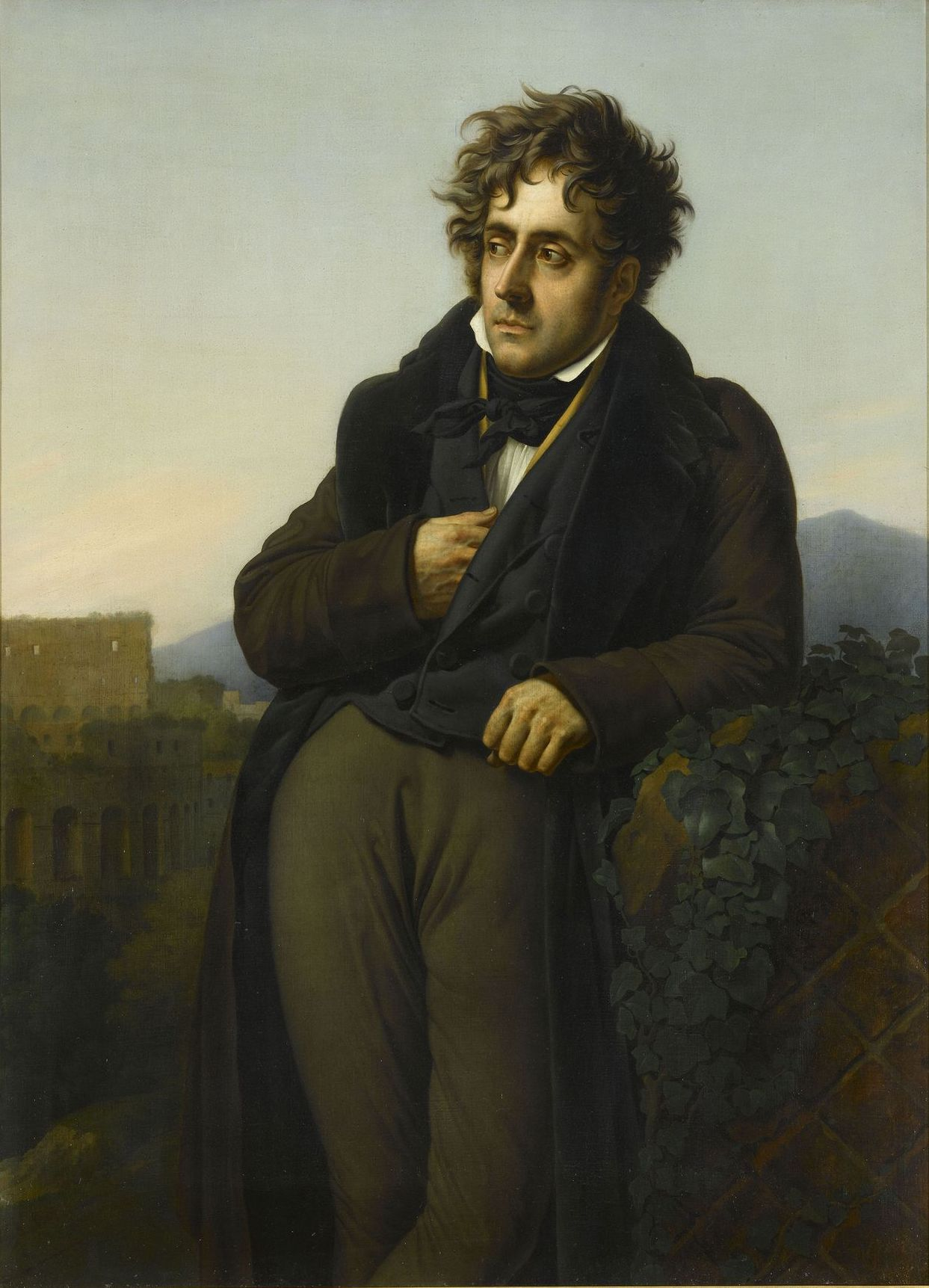
Chateaubriand.

Introduit par de puissantes guitares électriques, ce titre rock offre un texte sous l'angle d'une personne sur son lit de mort.
Utilisant le champ lexical de la mort (« Dans mes draps de chrysanthèmes », « Dans mon lit là de granit, je décompose ma vie », « Emmarbrée dans ce lit-stèle », « L'épitaphe aura l'audace de répondre à mon chagrin »), elle repense à ce qu'elle a perdu (« Délits, désirs illicites », « Je ne lirai rien ce soir, ne parlerai plus », « C'est le monde qui s'éteint ») mais n'éprouve aucune amertume, semblant reposer en paix (« Paradis inanimé, long sommeil, lovée », « Rien de tel que s'endormir dans les draps du noir »).
La chanteuse fait référence aux Paradis artificiels de Charles Baudelaire (« Paradis artificiel, délétère, moi délaissée ») et aux Mémoires d'outre-tombe de Chateaubriand (« C'est le sombre, l'outre-tombe »).
Certaines phrases semblent faire écho aux trois premiers titres de l'album : « Paradis artificiel » rappelle le coma de Dégénération (coma allant jusqu'à l'euthanasie si l'on se réfère à la phrase « Mourir d'être aimée »), « Je décompose ma vie » fait écho au « Compose ma vie » d'Appelle mon numéro, tandis que « Délits, désirs illicites. L'espoir, le rien et l'ennui » renvoie à Je m'ennuie.

### Looking for My Name

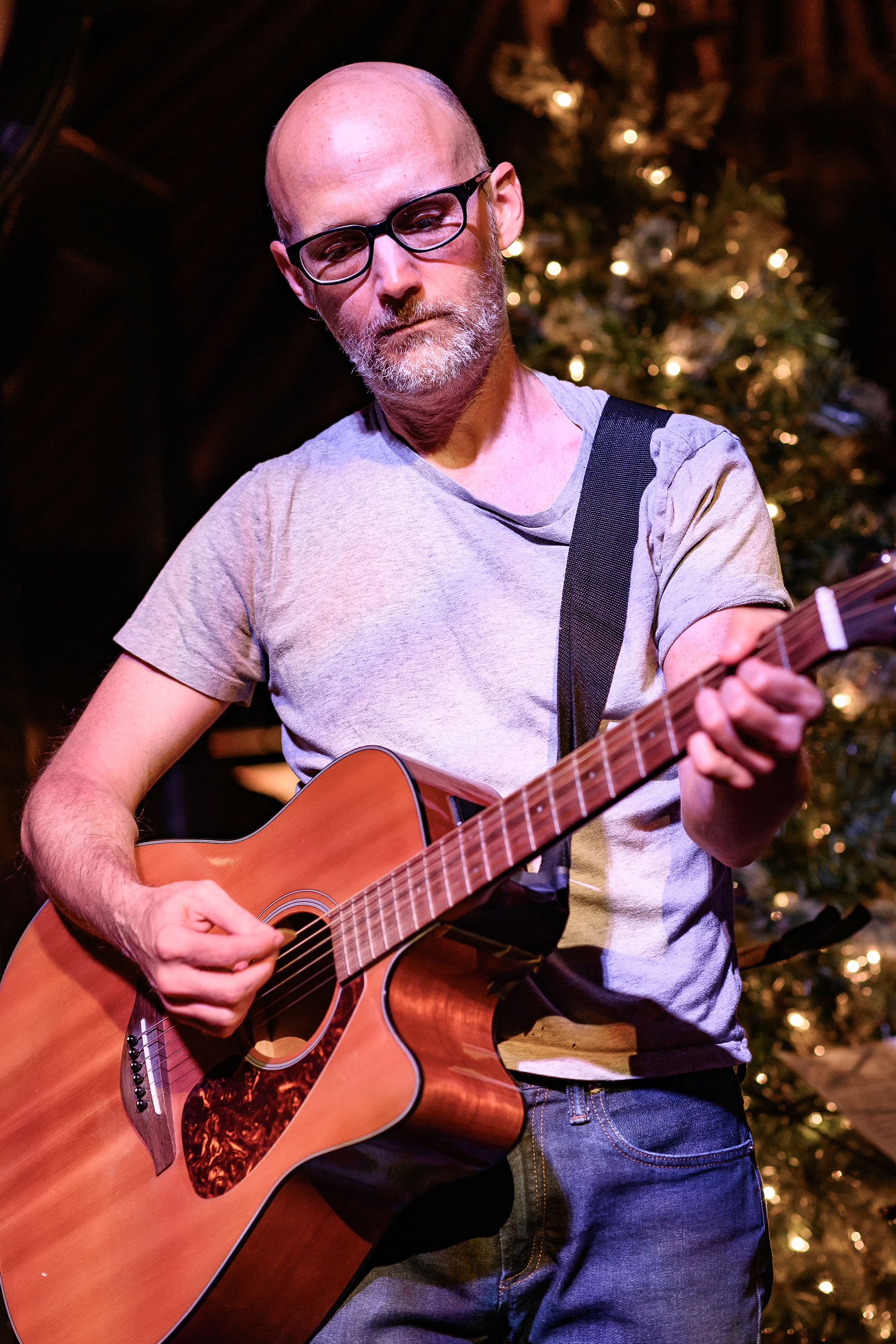
Moby.

Deux ans après leur duo électro Slipping Away (Crier la vie) (n°1 du Top 50 et disque d'or en 2006), Mylène Farmer et Moby se retrouvent sur ce duo, signé cette fois par la chanteuse et Laurent Boutonnat.
Cette ballade électronique reprend le thème de Regrets (duo de la chanteuse avec Jean-Louis Murat en 1991) : la perte de l'être aimé.

Enchaînant l'un après l'autre le français et l'anglais au sein des couplets, le refrain est chanté intégralement en anglais (« Looking for my name, wherever you will be... Hold on to my prayer, hold on to harmony », « Looking for me, looking for eternity, we belong together »).
Le texte reprend certains vers d'Emily Dickinson (« See the red upon the hill », « When winds go round and round », « Is Heaven a place ? »), et fait également référence à un poème de Louis Aragon (« Voir la blessure, oblique et dure, du temps obstinément »).

### Point de Suture
Dans cette ballade au piano, la chanteuse évoque des sentiments contradictoires au sein d'une relation amoureuse (« Par habitude, j'ai pris ce chemin d'incertitude, où mes "va" sont des "viens" », « Prends-moi dans tes draps, donne-moi la main, ne viens plus ce soir, dis je m'égare », « Dis-moi d'où je viens, ne dis rien, je pars », « Ombre et lumière se jouent de l'amour »).
Mylène Farmer utilise ainsi le champ lexical de l'océan, à la fois pour imager le rythme de ses flots incessants et pour son côté double (une source de vie pouvant également être fatale) : « Mon sang chavire et tangue », « Bâteau fantôme qui brûle, je suis tempête et vent », « Mes vagues reviennent, mes flots sont si lourds », « Confusion des pages, je suis naufrage »...

### Réveiller le Monde

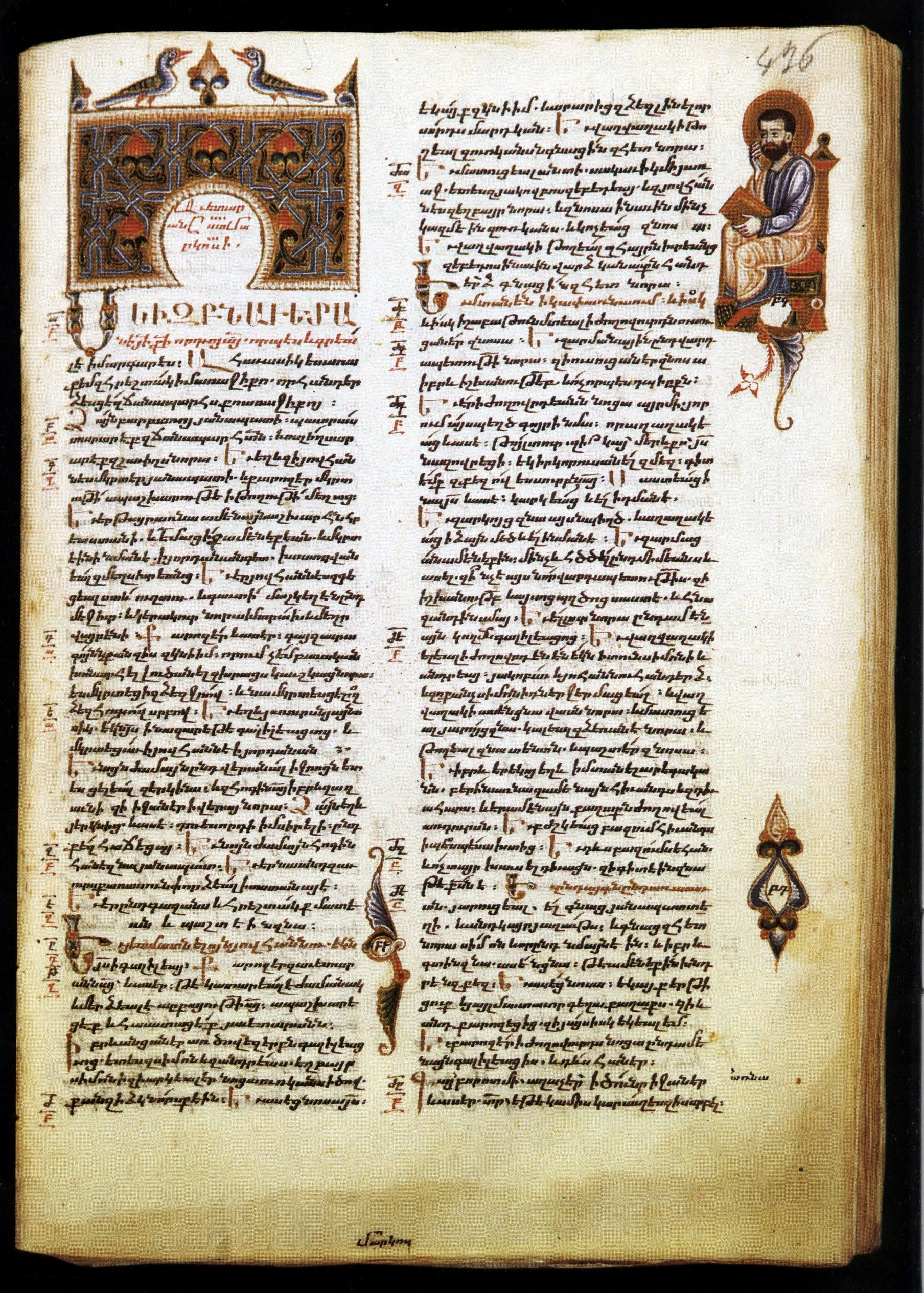
Évangile selon Marc, manuscrit de Sargis Pitsak.

Sur une musique légèrement électro, ce titre semble être un appel à la révolte (« Les eaux qui souffrent en nous sont dérisions devant le souffle démon de la soumission », « Sur les pavés coule le ré de rébellion », « Être doit répondre, réveiller l’humanité », « Révolus les mondes sans une révolution, j'appelle au grand nombre le droit d’aimer »).

Cependant, la chanteuse tempèrera : « Je ne suis pas sûre de vouloir porter ce chapeau (de révolutionnaire)… Mais j'aime l'idée de la révolution, d'un peuple qui se soulève. J'aime le mouvement de masse. C'est une envie, une espèce de cri de bête. Pas un message politique. Un regroupement est une force incroyable alors que parfois l'homme dans son individualité me terrifie ».
La phrase « Je suis un nom, sommes légion » fait référence à l'Évangile selon Marc dans La Bible : « Et il lui demanda : "Quel est ton nom ?" - Légion est mon nom, lui répondit-il, car nous sommes plusieurs ».

### Sextonik
Pour ce titre électropop, Mylène Farmer écrit un texte osé sur les sex-toys (« Sous pression s'affine l'endorphine », « D'ivoire ou de jade, au verre aimable », « Sculpté de bois, réjouis-moi »), faisant un clin d’œil à son titre Libertine (« Vibrent les origines libertines »).

Le titre de la chanson rappelle la mode Tecktonik.

### C'est dans l'air

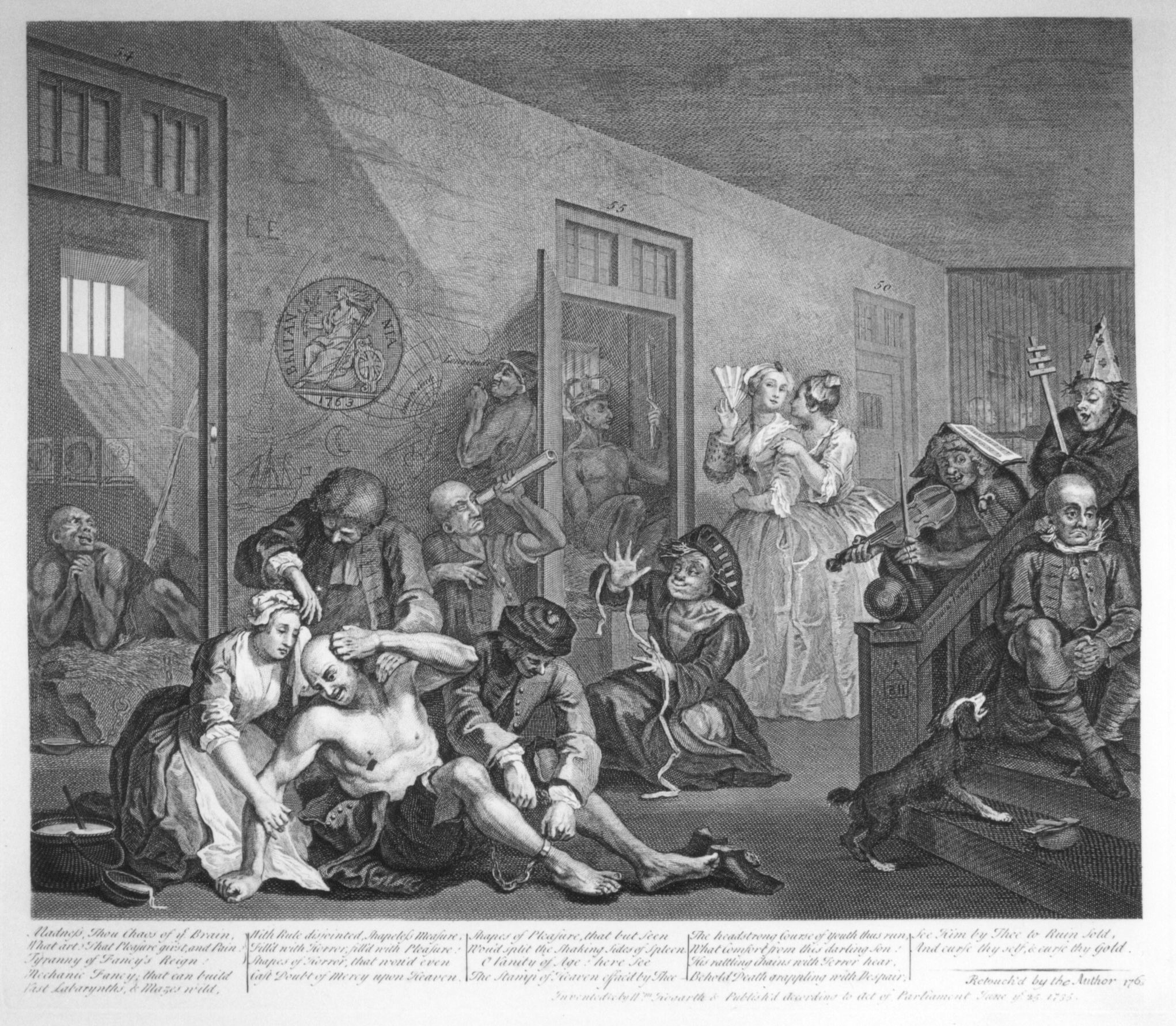
L'asile de Bethlem, gravure de William Hogarth.

Pour ce titre électropop très rythmé, Mylène Farmer écrit un plaidoyer pour le respect de la différence et de la marginalité (« Tous les rebuts vous dérangent, pourtant les fous sont des anges »), la chanteuse avouant préférer les « fêlés » aux « bons apôtres » (« Les bons apôtres je les mange »).
Les couplets se divisent en deux parties : une partie parlée d'une voix grave et presque robotique (« Vanité : c’est laid. Trahison : c’est laid… »), suivie d'une partie chantée, toujours d'une voix grave.

Le refrain arrive ensuite, interprété de façon plus mélodique et plus enjouée, dans lequel la chanteuse constate un besoin actuel de profiter de la vie sans se poser trop de questions (« C'est dans l'air : s'enivrer, coïter, quid de nos amours passées », « Sauve qui peut, saufs c'est mieux, sauf qu'ici loin sont les cieux »), sachant que de toute façon « On finira au fond du trou ».

### Si j'avais au moins...
Cette ballade mélancolique, chantée d'une voix haute, commence par une musique douce, composée d'instruments acoustiques, avant de terminer sur un final de guitares électriques.
Relatant le deuil de la personne aimée (« Si j'avais au moins revu ton visage, entrevu au loin le moindre nuage », « L'aiguille lente, qu'il neige ou vente, l'omniprésente souligne ton absence partout », « Qui n'a perdu ne sait la peine », « Et moi pourquoi j'existe, quand l'autre dit "Je meurs" »), la chanteuse fait notamment référence à un vers de la poétesse américaine Sylvia Plath dans la phrase « Pourquoi plus rien n'agite ton cœur ? ».

### Ave Maria

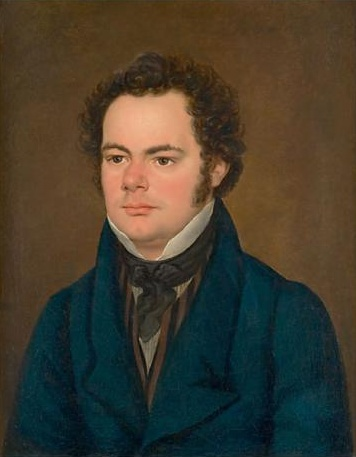
Franz Schubert.

C'est la deuxième fois que Mylène Farmer propose un titre caché dans l'un de ses albums, le précédent étant Nobody Knows dans Avant que l'ombre... en 2005.
Elle propose ici une reprise de l'Ave Maria, composée en 1825 par Franz Schubert.
Ce morceau était à l'origine une adaptation tirée de La Dame du lac, un chant poétique de Walter Scott publié en 1810, dans lequel une jeune fille adresse une prière à la Vierge Marie.
Arrangé par Laurent Boutonnat, le titre conserve l'aspect lyrique de la chanson originale.
Fin juin 2008, soit deux mois avant la sortie de l'album, cette version est diffusée lors des obsèques de Frédéric Botton, auxquelles la chanteuse assiste.

## Accueil critique
- « Comme toujours, Mylène Farmer et son inusable complice, le compositeur Laurent Boutonnat, soignent leur public. Outre la qualité évidente de cet album, renouant avec les élans romantiques et tourmentés du passé, mais avec une belle vigueur tonique, des surprises sont au rendez-vous. » (La Provence)[33]
- « Mylène Farmer et son producteur de toujours, Laurent Boutonnat, ont misé sur une électro-pop puissante et efficace . » (Le Télégramme)[34]
- « Un album massif et discret. [...] L'impression qui se dégage de Point de suture est que Mylène Farmer a été d'une conformité méthodique à son cahier des charges. » (Le Figaro)[35]
- « On ne retrouvera pas ici le romantisme lumineux, la palette baroque qui faisait toute la majesté et la grâce dominatrice d'Avant que l'ombre..., à ce jour l'enregistrement le plus accompli de Mylène Farmer et Laurent Boutonnat. Point de suture est plus ramassé, plus évident dans ses jeux avec les mots, arrivé presque trop vite. » (Le Monde)[36]
- « Son nouveau disque est taillé pour la scène, entre coups de cravache électro-pop et caresses de mélodies létales. [...] La production de Laurent Boutonnat est efficace quoique mécanique. La chanteuse ne s'éloigne jamais de son prisme même si Appelle mon numéro ou C'est dans l'air varient quelque peu les humeurs et les ambiances. » (L'Express)[37]
- « Point de suture se révèle efficace quand il accélère le rythme, monte le son, se laisse envahir par les pulsations electro sans se poser de questions. » (Le Parisien)[38]
- « La chanteuse est parvenue à y réunir tout ce qui fait sa force : éclairs technos, mélodies évidentes, faciles à retenir, ballades touchant droit au cœur, textes ambigus. » (Le Matin)[39]
- « Un album plutôt décousu, sans véritable surprise, mais contenant quelques tubes potentiels. » (La Dernière Heure)[40]
- « Pour la plus grande satisfaction de ses fans, Point de suture compte ce qu'il faut de tubes dansants et de ballades tire-larmes. Avec une mention spéciale pour les quelques titres techno, bien balancés. » (20 minutes)[41]
- « Textes plus évocateurs que concrets, habileté à jouer avec les mots et leurs sonorités (plus que sur leur sens), beats techno efficaces, ponctués d'envolées aériennes et mélancoliques, la pop de la rousse chanteuse est toujours convaincante sur un plancher de danse. Mais elle n'atteint pas la grâce des chansons d'Anamorphosée, une parenthèse plus rock, plus chaude, un peu plus lumineuse. A la fois discrète et extravagante, Mylène Farmer reste fidèle à elle-même, on devine déjà des tubes, mais on sent aussi un peu la redite. » (Le Soleil)[42]

## Singles
Cinq chansons sont sorties en single : Dégénération, Appelle mon numéro, Si j'avais au moins..., C'est dans l'air et Sextonik. Ils se classeront tous no 1 du Top Singles.
Paradis inanimé a également servi de single promotionnel mais dans sa version Live, en tant que second extrait de l'album Nº 5 on Tour en avril 2010.

### Dégénération

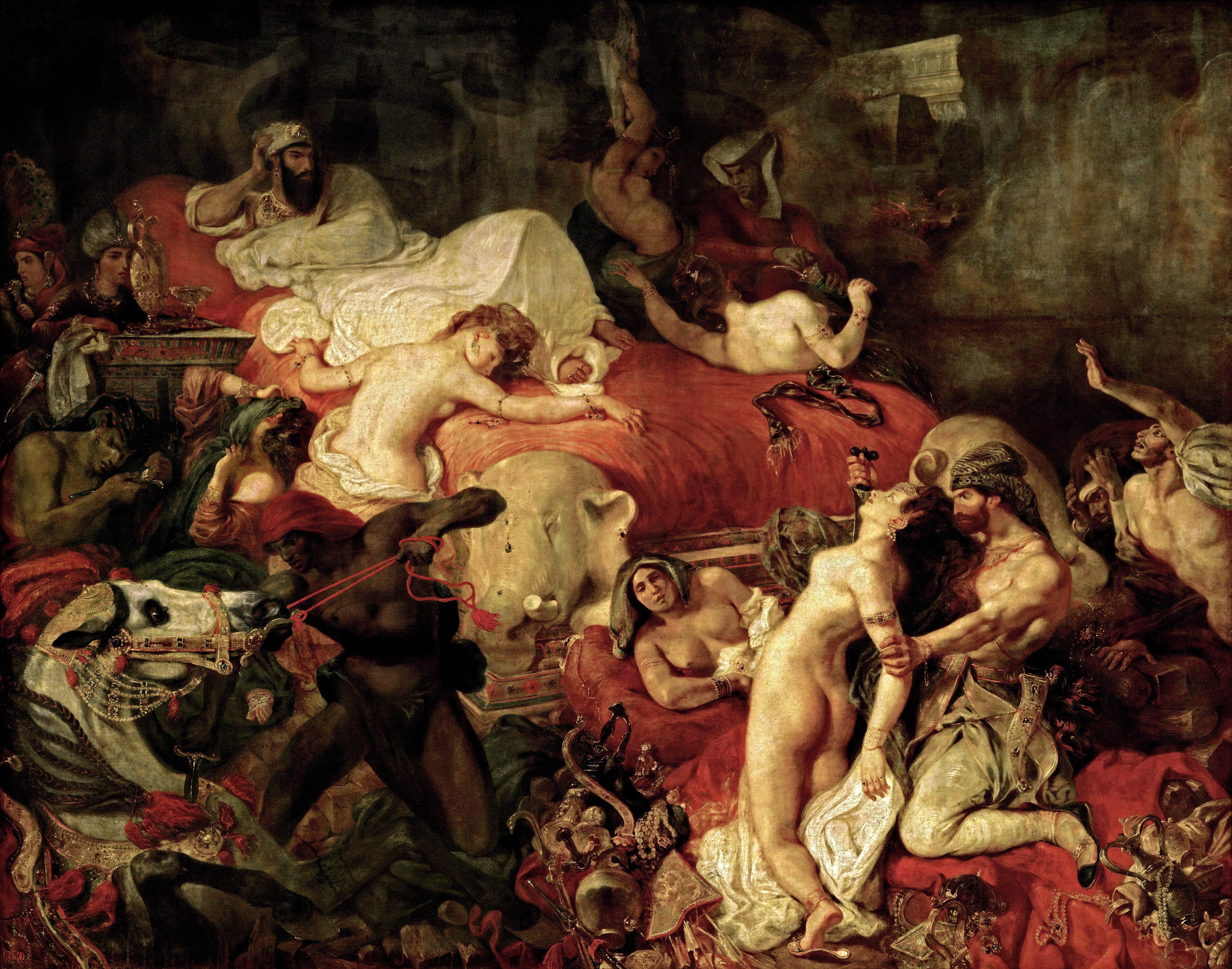
La mort de Sardanapale de Delacroix.

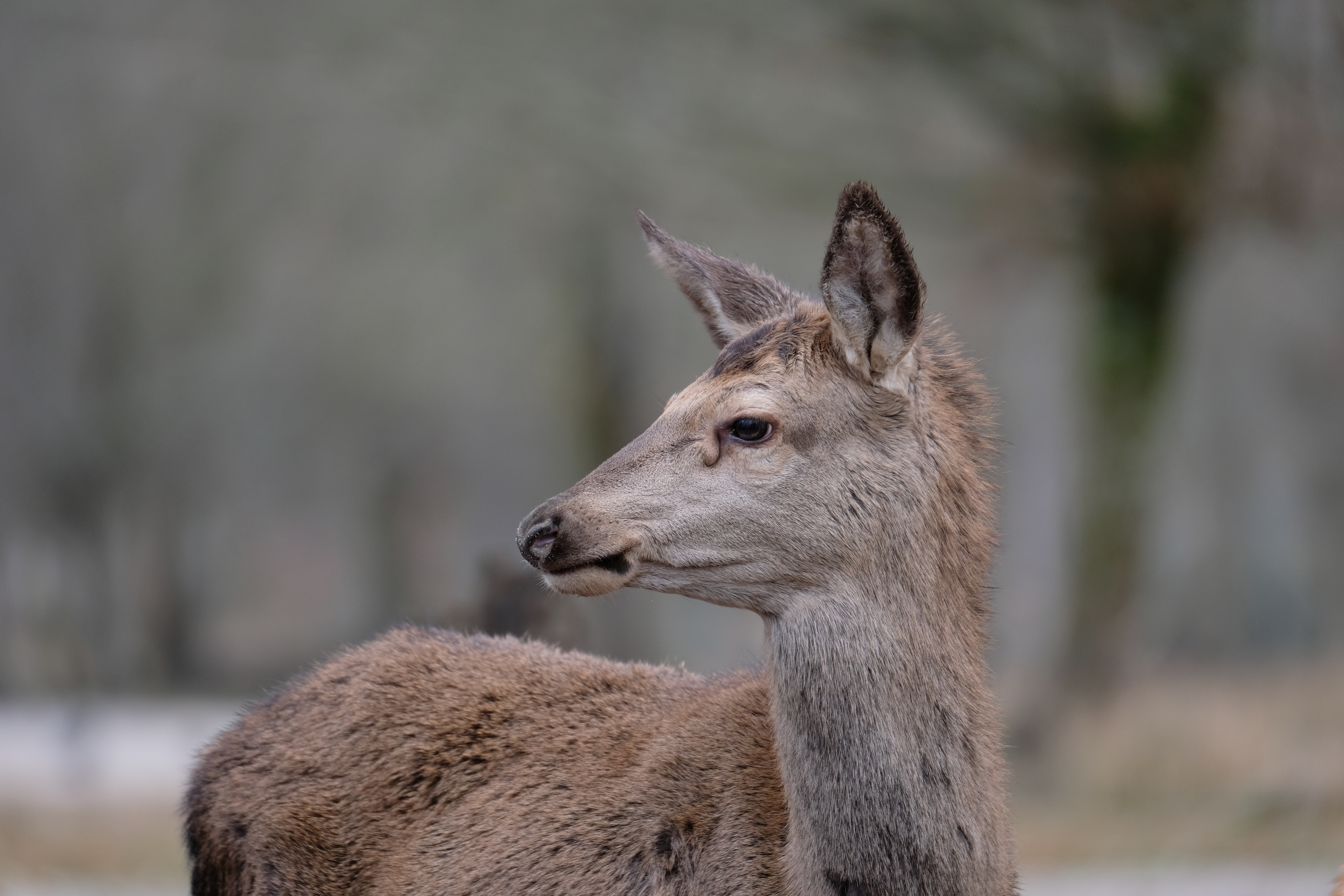
Dans le clip, la chanteuse est entourée de plusieurs animaux, dont une biche.

Disponible en téléchargement le 19 juin 2008, Dégénération sort en physique le 18 août 2008, une semaine avant l'album.
Le clip, réalisé par Bruno Aveillan et tourné à Prague, présente la chanteuse comme une créature disposant de pouvoirs surnaturels, qui tente de transformer la violence humaine en amour.
Bien que certains aient noté des similitudes avec Le Cinquième Élément de Luc Besson et la scène finale du livre Le Parfum de Patrick Süskind, le clip a en réalité été inspiré par le film Morts suspectes de Michael Crichton et par les tableaux La Mort de Sardanapale de Delacroix et Le Radeau de La Méduse de Géricault, le réalisateur voulant filmer « un océan de corps ».
En trois jours, le titre réalise un record en devenant la plus grosse vente de téléchargements enregistrée en France en une semaine.
Lors de sa sortie physique, il se classe également no 1 des ventes, enregistrant le meilleur score hebdomadaire de l’année. Classé durant 40 semaines dans le Top Singles, dont 17 semaines dans le Top 50, Dégénération est la 22e meilleure vente de singles de l'année 2008.

### Appelle mon numéro

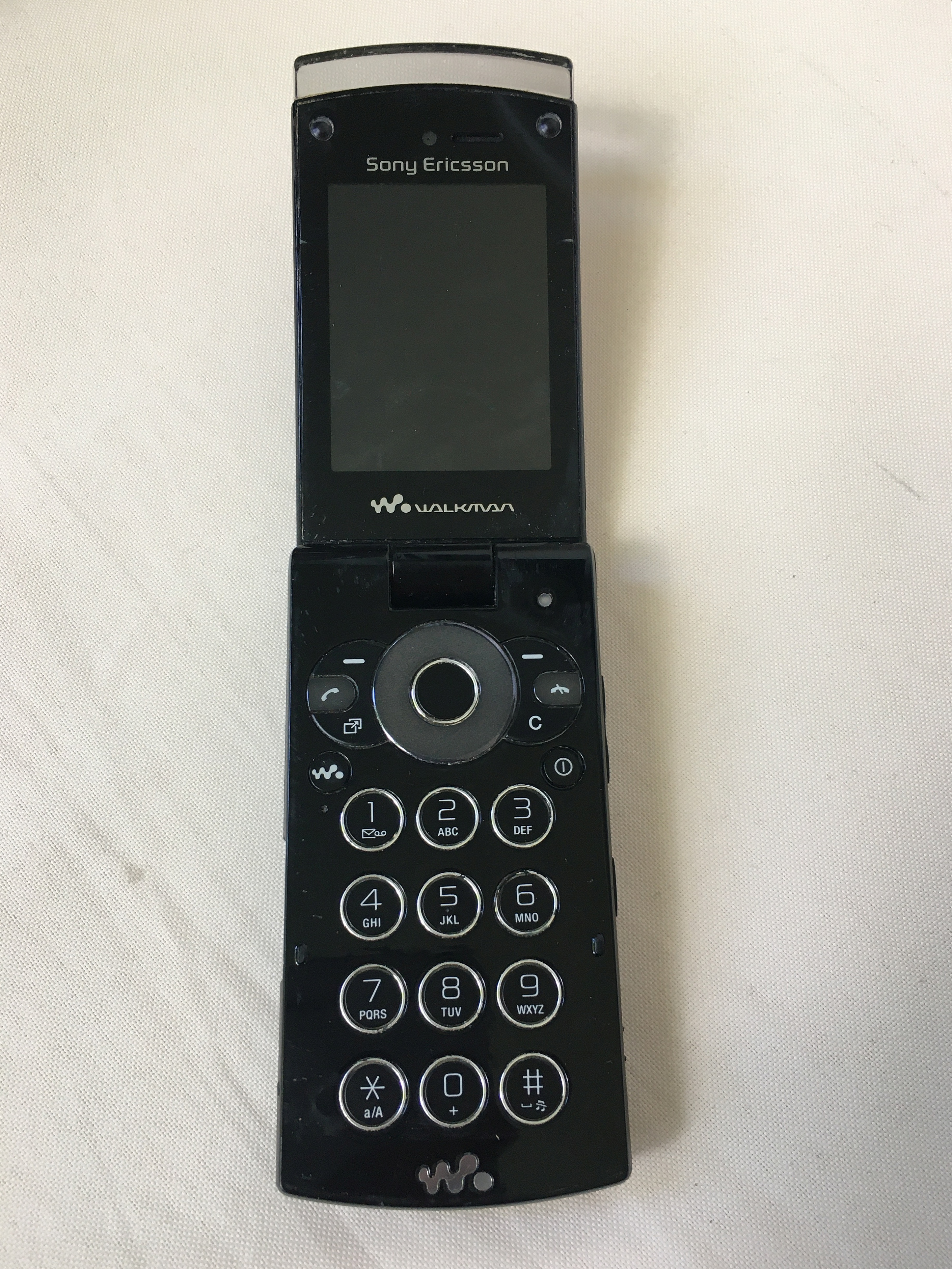
Le téléphone Sony Ericsson w980.

Le clip montre la chanteuse entourée de squelettes.

Diffusé en radio à partir du 12 septembre 2008, Appelle mon numéro sort en physique le 3 novembre 2008.
Afin d'accompagner cette sortie, une opération spéciale avec SFR est mise en place : 250 000 téléphones Sony Ericsson sont vendus en intégrant l'album Point de Suture.
Une version inédite du Sony Ericsson w980 sera également créée spécialement aux couleurs de l'album.
Le clip est réalisé par Benoît Di Sabatino (le compagnon de la chanteuse), qui avait déjà réalisé les clips de C'est une belle journée et L'amour n'est rien.... Il présente la chanteuse sur un lit géant, évoluant au fil des quatre saisons.
Dès sa sortie, le single se classe no 1 du Top Singles, dans lequel il reste classé durant 36 semaines, dont 21 semaines dans le Top 50. En deux mois, il devient le 32e single le plus vendu de l'année 2008 en France, et connaît également un grand succès dans la francophonie, en Russie ainsi que dans les pays de l'Est.

### Si j'avais au moins...
Disponible en téléchargement à partir du 15 décembre 2008 dans une version raccourcie, Si j'avais au moins... sort en physique le 16 février 2009.
Le clip, réalisé par Bruno Aveillan, est la suite du clip de Dégénération.
Dans celui-ci, elle continue de jouer le rôle d'une créature extraterrestre et se sert de ses pouvoirs surnaturels afin de libérer des animaux utilisés comme cobayes dans un laboratoire.

L’ensemble de ces deux clips sera complété par une introduction, le tout formant The Farmer Project, un court-métrage d’une durée de plus de 15 minutes.
Dès sa sortie, le single se classe no 1 du Top Singles, dans lequel il reste classé durant 38 semaines, dont 27 semaines dans le Top 50.

### C'est dans l'air
Diffusé en radio à partir du 27 mars 2009 dans une version écourtée d'un refrain, C'est dans l'air sort en single le 27 avril 2009, quelques jours avant que la chanteuse n'entame son Tour 2009.
Le clip, réalisé en noir et blanc par Alain Escalle, présente Mylène Farmer entourée de squelettes qui dansent sur des images d’archives d'explosions atomiques évoquant une destruction à grande échelle.
Entré directement à la 2e place, C'est dans l'air se classe dès la semaine suivante no 1 du Top Singles, dans lequel il reste classé durant 37 semaines (dont 8 semaines dans le Top 10 et 21 semaines dans le Top 50).
Moment fort du Tour 2009, la chanson sera également exploitée en version Live en décembre 2009 afin de promouvoir l'album Live Nº 5 on Tour.

### Sextonik

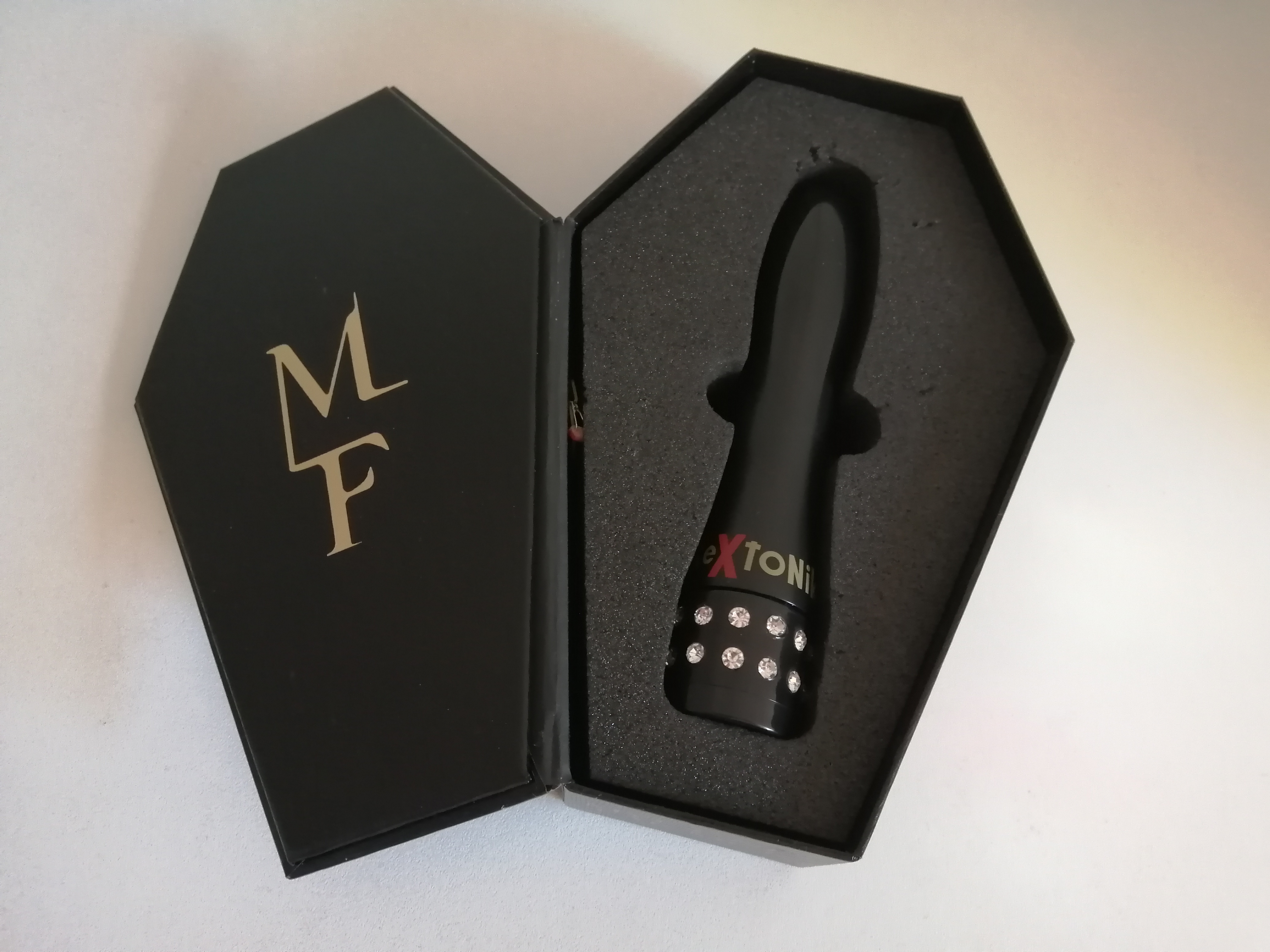
Le sex-toy Sextonik.

Lors de sa triomphale Tournée des Zéniths au printemps 2009, la chanteuse met en vente un sex-toy en référence à la chanson Sextonik.
Enfermé dans une boîte noire en forme de cercueil, ce sex-toy (en édition limitée à 1 000 exemplaires) crée alors la polémique dans les médias.
Disponible en téléchargement le 7 juillet 2009, il sort le 31 août 2009, quelques jours avant le début de la Tournée des Stades.
Aucun clip n'a été tourné pour ce titre, ce qui ne l'empêche pas de se classer no 1 du Top Singles, dans lequel il reste classé durant 32 semaines (dont 19 semaines dans le Top 50).

Mylène Farmer enregistre ainsi de nouveaux records : seule artiste ayant classé 9 titres à la première place du Top 50 (battant son propre record), elle est également la seule artiste ayant classé tous les singles d’un seul et même album à la première place du Top.
La chanson connaîtra également le succès en Russie et en Europe de l'Est.

## Classements et certifications
Dès sa sortie, l'album Point de Suture se classe directement no 1 du Top Albums, s'écoulant à plus de 110 000 exemplaires en France en une semaine et recevant un disque de platine en Russie en une seule journée.
Écoulé à 700 000 exemplaires, l'album reçoit un triple disque de platine en France en février 2009 pour plus de 600 000 ventes, mais aussi un double disque de platine en Russie, un disque de platine en Belgique et un disque d'or en Suisse.
| Classement                       | Meilleure position |
| -------------------------------- | ------------------ |
| Belgique (Flandres Ultratop)     | 32                 |
| Belgique (Wallonie Ultratop)     | 1                  |
| Europe (European Top 100 Albums) | 13                 |
| France (SNEP - Ventes)           | 1                  |
| France (SNEP - Téléchargements)  | 1                  |
| Grèce (Top international)        | 16                 |
| Grèce (Top global)               | 33                 |
| Québec (Top Albums Québec)       | 12                 |
| Russie (Russian Album Charts)    | 1                  |
| Suisse (Schweizer Hitparade)     | 2                  |

| Classement annuel (2008)         | Position |
| -------------------------------- | -------- |
| Belgique (Wallonie Ultratop)     | 13       |
| France (SNEP - Ventes physiques) | 12       |
| France (SNEP - Téléchargements)  | 7        |
| Russie (Albums internationaux)   | 3        |
| Suisse (Schweizer Hitparade)     | 88       |

| Classement annuel (2009)     | Position |
| ---------------------------- | -------- |
| Belgique (Wallonie Ultratop) | 75       |
| France (SNEP)                | 92       |

### Certifications
| Pays     | Certification |
| -------- | ------------- |
| Belgique | Platine       |
| France   | 3 × Platine   |
| Russie   | 2 × Platine   |
| Suisse   | Or            |

## Crédits
| - Paroles : Mylène Farmer - Musique : Laurent Boutonnat - Production : Laurent Boutonnat - Arrangements, programmation et claviers : Laurent Boutonnat - Guitares : - Sébastien Chouard - Tristan Monrocq (C'est dans l'air) - Basses : Bernard Paganotti - Batteries : Matthieu Rabaté - Mellotron, flûtes et percussions : Pol Ramirez del Piu - Chœurs : - Mylène Farmer, Alexia Waku, Desta Hailé, Mamido Bomboko, Aline Bosuma - Esther Dobong'Na et Dominique Rosier (C'est dans l'air) | - Prise de son et mixage : Jérôme Devoise - Enregistré au Studio ICP (Bruxelles) et au Studio Calliphora - Assistant : Vincent Van Driesten - Mixé au Studio Guillaume Tell (Paris) - Assistant : Tristan Monrocq - Management : Thierry Suc pour TS3 - Production exécutive : Paul Van Parys pour Stuffed Monkey - Mastering : André Perriat chez Top Master, assisté de Jérémy Henry - Assistante de Laurent Boutonnat : Emeline Chetaud - Administration : Corinne Potier - Photos : Atsushi Tani, assisté de Volvic Nakano - Création de la poupée : Etsuko Miura - Photo de Mylène Farmer : Simon Hawk pour H&K - Art « Cicatrice » : Melikito - Design : Henry Neu pour Com'N.B |